# فابیان دی فریتاس
فابیان دی فریتاس (انگلیسی: Fabian de Freitas؛ زادهٔ ۲۸ ژوئیهٔ ۱۹۷۲) بازیکن سابق فوتبال اهل هلند است که در پست مهاجم بازی می‌کرد.